# Azentrischer Faktor
Der azentrische Faktor {\displaystyle \omega } nach Pitzer, auch Azentrizitätsfaktor genannt, ist eine dimensionslose Stoffgröße. Er dient in der Thermodynamik als Maß für die Abweichung eines Moleküls von der idealen Kugelform und wird hauptsächlich in thermischen Zustandsgleichungen für reale Gase angewendet, z. B. in der Soave-Redlich-Kwong-Zustandsgleichung oder in der Zustandsgleichung von Peng-Robinson.

## Definition
Der azentrische Faktor ist definiert als:
{\displaystyle \omega =-\log _{10}\left({\frac {p_{\mathrm {s} }}{p_{\mathrm {c} }}}\right)_{T_{\mathrm {r} }=0{,}7}-1}
- Tr = T/Tc – reduzierte Temperatur
- ps – Sättigungsdampfdruck bei Tr = 0,7
- pc – kritischer Druck

Damit ist
- {\displaystyle \omega =0}, wenn {\displaystyle \left({\frac {p_{\mathrm {s} }}{p_{\mathrm {c} }}}\right)_{T_{\mathrm {r} }=0{,}7}\;=0{,}1} ist,
- {\displaystyle \omega >0}, wenn {\displaystyle \left({\frac {p_{\mathrm {s} }}{p_{\mathrm {c} }}}\right)_{T_{\mathrm {r} }=0{,}7}\;<0{,}1} ist,
- {\displaystyle \omega <0}, wenn {\displaystyle \left({\frac {p_{\mathrm {s} }}{p_{\mathrm {c} }}}\right)_{T_{\mathrm {r} }=0{,}7}\;>0{,}1} ist.

Sind für einen Stoff die kritische Temperatur {\displaystyle T_{\mathrm {c} }}, der kritische Druck {\displaystyle p_{\mathrm {c} }} und die Siedetemperatur {\displaystyle T_{\mathrm {s} }} bei Normaldruck {\displaystyle p_{0}=1{,}01325\,{\rm {bar}}} bekannt, dann kann der azentrische Faktor näherungsweise berechnet werden nach:
{\displaystyle \omega ={\frac {3}{7}}\;{\frac {T_{\mathrm {s} }}{T_{\mathrm {c} }-T_{\mathrm {s} }}}\log _{10}\left({\frac {p_{\mathrm {c} }}{p_{0}}}\right)-1}
Bei den Temperaturen handelt es sich um absolute Temperaturen.
Für Stoffe, deren Moleküle nur wenig von der Kugelform abweichen (z. B. Methan), gilt {\displaystyle \omega \approx 0}.
Der Azentrizitätsfaktor wurde ursprünglich von Pitzer als ein Ausdruck in der Gleichung für den Kompressibilitätsfaktor verwendet. Durch die Anpassung an die experimentell ermittelten Dampfdrücke von Kohlenwasserstoffen ist die Gleichung bei diesen recht exakt.

## Beispiele
| Stoff                        | Tc       | pc        | {\displaystyle \omega } |
| ---------------------------- | -------- | --------- | ----------------------- |
| Helium-3 (He3)               | 3,3 K    | 1,1 bar   | −0,473                  |
| Helium (He)                  | 5,2 K    | 2,3 bar   | −0,365                  |
| Argon (Ar)                   | 150,8 K  | 48,7 bar  | 0,0001                  |
| Xenon (Xe)                   | 289,7 K  | 58,4 bar  | 0,008                   |
| Wasserstoff (H2)             | 33,0 K   | 12,9 bar  | −0,216                  |
| Stickstoff (N2)              | 126,2 K  | 33,9 bar  | 0,039                   |
| Sauerstoff (O2)              | 154,6 K  | 50,4 bar  | 0,025                   |
| Fluor (F2)                   | 144,3 K  | 52,2 bar  | 0,054                   |
| Chlor (Cl2)                  | 416,9 K  | 79,8 bar  | 0,090                   |
| Brom (Br2)                   | 588,0 K  | 103,0 bar | 0,108                   |
| Fluorwasserstoff (HF)        | 461,0 K  | 64,8 bar  | 0,329                   |
| Wasser (H2O)                 | 647,3 K  | 221,2 bar | 0,344                   |
| Schweres Wasser (D2O)        | 644,0 K  | 216,6 bar | 0,351                   |
| Ammoniak (NH3)               | 405,5 K  | 113,5 bar | 0,250                   |
| Methan (CH4)                 | 190,4 K  | 46,0 bar  | 0,011                   |
| Ethylen (C2H4)               | 282,4 K  | 50,4 bar  | 0,089                   |
| Propan (C3H8)                | 369,8 K  | 42,5 bar  | 0,153                   |
| Butan (C4H10)                | 425,2 K  | 38,0 bar  | 0,199                   |
| Isobutan (C4H10)             | 408,2 K  | 36,5 bar  | 0,183                   |
| Kohlenmonoxid (CO)           | 132,9 K  | 35,0 bar  | 0,066                   |
| Kohlendioxid (CO2)           | 304,1 K  | 73,8 bar  | 0,239                   |
| Tetrafluormethan (CF4)       | 227,6 K  | 37,4 bar  | 0,177                   |
| Tetrachlorkohlenstoff (CCl4) | 556,4 K  | 45,6 bar  | 0,193                   |
| Benzol (C6H6)                | 562,2 K  | 48,9 bar  | 0,212                   |
| Toluol (C7H8)                | 591,8 K  | 41,0 bar  | 0,263                   |
| Methanol (CH4O)              | 512,6 K  | 80,9 bar  | 0,556                   |
| Ethanol (C2H6O)              | 513,9 K  | 61,4 bar  | 0,644                   |
| Aceton (C3H6O)               | 508,1 K  | 47,0 bar  | 0,304                   |
| Essigsäure (C2H4O2)          | 592,7 K  | 57,9 bar  | 0,447                   |
| Schwefeldioxid (SO2)         | 430,8 K  | 78,8 bar  | 0,256                   |
| Schwefeltrioxid (SO3)        | 491,0 K  | 82,1 bar  | 0,481                   |
| Quecksilber (Hg)             | 1765,0 K | 1510 bar  | −0,167                  |